# ماری‌آنج موشوبکوا

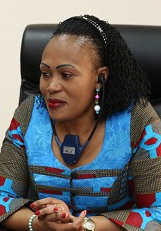
ماری‌آنج موشوبکوا در سال ۲۰۱۷.

ماری‌آنج موشوبکوا لیکولیا یک سیاستمدار جمهوری دموکراتیک کنگو است و به‌عنوان وزیر حقوق بشر جمهوری دموکراتیک کنگو فعالیت می‌کند.